# Hotărel
Hotărel – wieś w Rumunii, w okręgu Bihor, w gminie Lunca. W 2011 roku liczyła 270 mieszkańców.